# Децимация (наказание)
Децима́ция (от лат. decimatio, от decimus — «(каждый) десятый») — высшая мера дисциплинарных наказаний в римской армии, представляющая собой смертную казнь каждого десятого по жребию.

## В Древнем Риме
Децимация практиковалась с легендарных времён, хотя в целом применялась редко, и при Республике (Плутарх, «Красс», X) и при принципате, но в последний период, в связи с определённой либерализацией взглядов, обычно была рассчитана на центурию или когорту (Tac., Ann., III, 21, когда в 18 г. новый командир Луций Апроний децимировал когорту легиона III Augusta в Нумидии).
Назначалась обычно за потерю знамени, бунт и даже за дезертирство. Самый ранний документированный случай децимации относится к 471 до н. э., когда Рим воевал с вольсками (упомянут Титом Ливием).
При децимации наказываемое подразделение разделялось на десятки, независимо от ранга и срока службы. Каждая десятка бросала жребий, и того, на кого он выпадал, казнили его же девять товарищей, закалывая мечами или копьями, а иногда забивая камнями или дубинками. Позднее казнь проводили ликторы — представители власти, также исполняющие роль палачей. Приговорённого сначала секли розгами, а затем обезглавливали. Оставшиеся в живых солдаты также наказывались: в их рационе пшеница заменялась ячменём, им запрещалось спать внутри лагеря. После чего их распределяли по другим легионам на пополнение.

## В другие исторические периоды
Описана как возможное наказание в воинском уставе Петра I. В мае 1711 года царь распорядился провести децимацию гарнизонов порубежных крепостей Слободской Украины, фактически перешедших на сторону наступавших крымских татар. Практику расстрела каждого десятого ввели Троцкий и адмирал Колчак в ходе гражданской войны в России.
Во время гражданской войны в Финляндии, в феврале 1918 года, был зафиксирован случай «выборочного» расстрела 80 пленных красногвардейцев. Жертвы, по одной из версий, были определены по жребию, по другой — были осуждены специально созданным военно-полевым судом. Этот случай вошёл в историю под названием «лотерея Хуруслахти», по названию реки, на льду которой была осуществлена казнь.

## Подобные виды наказаний
- Вицезима́ция (от лат. vicesimatio, от vicesimus — «(каждый) двадцатый») — применявшаяся Опеллием Макрином казнь каждого двадцатого по жребию.
- Центезимация (от лат. centum — «сотня») — казнь каждого сотого человека по жребию.